# (17076) Betti
(17076) Betti ist ein Asteroid des Hauptgürtels, der am 18. April 1999 von Paul G. Comba in Prescott entdeckt wurde. 
Der Asteroid wurde nach dem italienischen Mathematiker und Ingenieur Enrico Betti benannt.